# Bifidochaetus arcticus
Bifidochaetus arcticus is een buikharige uit de familie van de Chaetonotidae. De wetenschappelijke naam van de soort werd voor het eerst geldig gepubliceerd in 2016 door Kolicka en Kisielewski.